# Romanticは止められない
『Romanticは止められない』（ロマンティックはとめられない）は、C-C-Bのカバー・アルバム。2008年4月30日にAFTER TIME RECORDSよりリリースされた。

## 解説
2008年に、C-C-B結成当初（Coconut Boys時代）から在籍した、渡辺英樹・笠浩二・関口誠人の3名がC-C-B名義で再結成。シングル「Romanticが止まらない」のセルフカバーを含む全10曲を収録した初のカバー・アルバム(一部サイトでは『オリジナル・アルバム』と表記されている)。
選曲はC-C-Bが80年代に活躍した当時の洋楽作品を中心に選出・アレンジをしたものとなっている。
本作のジャケット写真は、「Romanticが止まらない」のジャケットデザインを踏襲。メンバーはブレイク当時のカラフルな髪を再現。歌詞ブックレットには「Romanticが止まらない」発売当時のジャケット写真もCDサイズで掲載され、現在の姿と対比出来るようになっている。
ゲスト・ミュージシャンとして野村義男やVoThMなどでC-C-Bメンバーとの交流がある丸山正剛などが参加。
本作リリース後、ツアー“Romanticが動き出す”と“東名坂ツアー”を東京・大阪・名古屋で開催。
2008年７月30日には本アルバムから4曲をシングルカットしたRomanticが止まらないがローソン限定で発売された。
2008年12月には“原色2008”を東京都duo MUSIC EXCHANGEで実施し再結成での活動を一旦一区切りとなった。
2009年に新潟のイベントで原色したいね、不自然な君が好き、Romanticが止まらないの3曲を演奏したのを最後に上記3名でのC-C-Bとしての活動は一切行われていない。

## 収録曲
1. Romanticが止まらない 〜2008Ver〜（新録）
  - 作詞：松本隆　作曲：筒美京平　編曲：船山基紀
  - バージョンについての表記は実際のCDには特に記載されていないが、公式ページなどで2008Ver.と説明されていた。
  - TBS系テレビ「王様のブランチ」4・5月度エンディングテーマ。
2. 愛と勇気のAve Maria 
  - 作詞・作曲：GUSTAVO SANTANDER and KIKE SANTANDER
  - 編曲：中野定博　訳詞：売野雅勇
3. ビキニdeウ・ララー 
  - 作詞・作曲：MATS OLLE SODERLUND and ANDERS WRETHOV
  - 編曲：安部潤　訳詞：Shoko
  - SUNSHINE GIRLS（JyaMe、mimika、MEGUMI、TSUGUMI、ASAMIN）がボーカルに参加。
4. HOT STUFF
  - 作詞・作曲：PETER BELLOTTE、HAROLD FAL TERMEIER、and KEITH FORSEY
  - 編曲：河辺健宏　訳詞：松井五郎
5. OWNER OF A LONELY HEART
  - 作詞・作曲：JON ANDERSON、TREVOR C.RABIN、 TREVOR CHARLES HORN、and CHRIS SQUIRE
  - 編曲：船山基紀　訳詞：松井五郎
6. ヒーロー
  - 作詞：Dean Pitchford/作曲：Jim Steinman
  - 編曲：Fink Bro　訳詞：売野雅勇
  - 歌詞は麻倉未稀バージョンと同じ。
7. WAKE ME UP BEFORE YOU GO GO
  - 作詞・作曲：GEORGE MICHAEL
  - 編曲：M.Y[注 1][2][3]　訳詞：鮎川めぐみ
8. VENUS
  - 作詞・作曲：LEEUWEN VAN ROBERT H J ROB
  - 編曲：河辺健宏　訳詞：篠原仁志
  - 歌詞は長山洋子バージョンと同じ。
9. HAPPINESS 
  - 作曲：ROBERTO ARDUINI and ANTONIO PUNTILLO
  - 編曲：THE SHINNO!/訳詞：秋吉圭
  - この楽曲のみ音楽配信対象外となっていおり他9曲は販売している[4]
10. THE NEVER ENDING STORY
  - 作詞：KEITH FORSEY　作曲：GIORGIO MORODER
  - 編曲：中野定博　訳詞：ちあき哲也